# Bystrzyca (Oder)
Die Bystrzyca (deutsch Schweidnitzer Weistritz, auch Weistritz; bis nach 1400  Lesna, polnisch Lesnicz) ist ein linker Nebenfluss der Oder in Niederschlesien.